# Lac Sonoma
Le lac Sonoma (en anglais : Lake Sonoma) est un lac de barrage américain situé à l'ouest de Cloverdale dans le comté de Sonoma, en Californie, créé par la construction du barrage de Warm Springs. 

## Description
À pleine capacité, il dispose de 80 km de rivage, d'une superficie de plus de 11 km2 et contient 470 000 000 m3 d'eau. Les activités comprennent la navigation de plaisance, la natation, la pêche, l'équitation, la randonnée, le camping et la chasse. Parmi les caractéristiques notables, citons le centre d'accueil des visiteurs Milt Brandt, l'écloserie adjacente du membre du Congrès Don Clausen et la zone de loisirs de Warm Springs en aval du barrage. L'accès depuis la route 101 se fait par Canyon Road (du sud) depuis Geyserville, ou Dutcher Creek Road (du nord) depuis Cloverdale. Le pont de Warm Springs Creek traverse le lac juste au sud du barrage, reliant les communautés à l'est du lac à l'AVA de Rockpile à l'ouest.

## Histoire
Le peuple Pomos vivait dans la région de Dry Creek et de Warm Springs depuis plus de cinq mille ans. La construction de ce lac a détruit 122 zones associées à l'histoire de l'occupation humaine. Parmi celles-ci, on compte dix fosses d'habitation, cinq affûts de chasse, deux carrières de chert et onze sites abritant des pétroglyphes. De plus, on y trouvait huit lieux de rassemblement connus où, pendant plus d'un siècle, le peuple Pomos a récolté des plantes spécifiques pour son usage traditionnel. Certains Pomos ont résisté à la création du lac, aidant les archéologues de l'Université d'État de Sonoma à rédiger des écrits sur la préhistoire et l'histoire du barrage de Warm Springs, du lac Sonoma et de la vallée de Dry Creek.

## Barrage de Warm Springs
Le Corps des ingénieurs de l'armée américaine a construit le barrage de Warm Springs sur Dry Creek. Achevé en 1982, ce barrage en terre roulée mesure 97 mètres de haut, 900 mètres de long et 9 mètres de large au sommet. Il contient 23 000 000 m3 de terre.Le barrage contribue à la régulation des crues et une centrale hydroélectrique produit de l'électricité à partir de l'eau rejetée en aval. Un débit minimal doit être maintenu dans Dry Creek pour permettre la migration des poissons.

## Qualité de l'eau
Le Bureau californien d'évaluation des risques environnementaux pour la santé (OEHHA) a émis un avis de sécurité alimentaire pour le lac Sonoma, en raison des concentrations de mercure détectées dans les poissons pêchés dans ce plan d'eau.

## Panorama

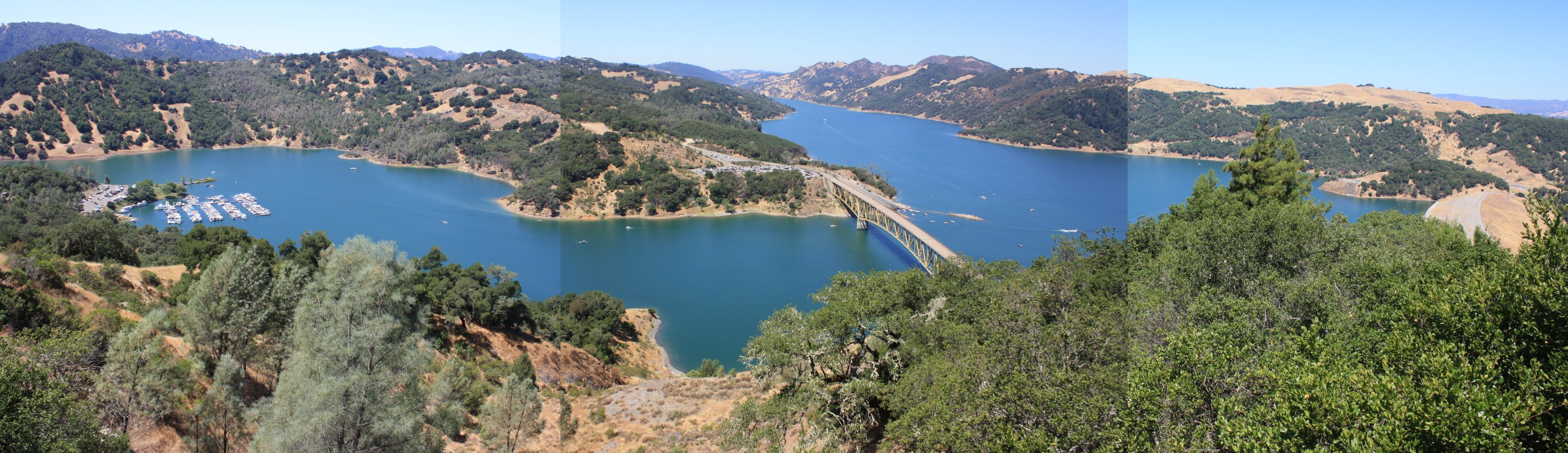
Bras de Warm Springs (à gauche) et bras de Dry Creek (à droite) du lac Sonoma vus du point de vue situé au sud-est du barrage de Warm Springs